# Dorylaea umbellifera
Dorylaea umbellifera är en kackerlacksart som beskrevs av Hanitsch 1933. Dorylaea umbellifera ingår i släktet Dorylaea och familjen storkackerlackor. Inga underarter finns listade i Catalogue of Life.